# ロビン・ザンダー
ロビン・ザンダー（Robin Zander、1953年1月23日 - ）は、アメリカ合衆国ウィスコンシン州出身の歌手、ギタリスト。

## 人物
1973年にチープ・トリックのボーカルとしてデビューする。
ソロの楽曲「イン・ディス・カントリー〜明日への勝利」は、1987年の映画『オーバー・ザ・トップ』の挿入歌やフジテレビ系『F1グランプリ』のエンディングテーマなどに使用されたことから日本でも人気がある。Jリーグの清水エスパルスは試合終了後にこの曲を流している。

## ディスコグラフィ

### アルバム
- 『ロビン・ザンダー』 - Robin Zander (1993年)
- Countryside Blvd (2010年)

### シングル
- 「イン・ディス・カントリー〜明日への勝利」 - "In This Country" (1987年) ※映画『オーバー・ザ・トップ』サウンドトラック収録[1]
- "You Send the Rain Away" (1987年) ※デュエット with リビー・ジャクソン[2]。Billboard's Hot R&B/Hip-Hop Songs 50位[3]
- 「サレンダー・トゥ・ミー」 - "Surrender To Me" (1988年) ※with アン・ウィルソン（ハート (バンド)のボーカル）。映画『テキーラ・サンライズ』サウンドトラック収録。Billboard Hot 100 6位[4]、Billboard's Mainstream Rock 42位[5]
- 「アイヴ・オールウェイズ・ゴット・ユー」 - "I've Always Got You" (1993年) ※Billboard's Mainstream Rock 13位[6][7]